# PGM 헤카테 Ⅱ
PGM 헤카테 Ⅱ(PGM Hecate Ⅱ)는 저격소총류를 주로 설계 및 제작, 생산하는 PGM Précision에서 제작한 12.7 × 99 mm NATO 탄을 사용하는 군용 저격소총이다.

## 대중 문화
- 게임
  - 로블록스에 팬텀포스라는 게임에서 대물 저격총으로 등장한다.
  - 꽤 많은 군사 및 총기 관련 게임에서 등장한다.

## 디자인
총구 맨앞에 소염기가 달려 있으며 개머리판은 목재로 되어있다. 생산이후 폴리머로 재질을 바꾸고 피카티니 레일이 달린 파생형도 나왔다. 또한 개머리판 길이 조절도 가능하게 설계되었다.